# Léon Nicod
Pour les articles homonymes, voir Nicod (homonymie).
Léon Nicod, né le 19 octobre 1886 à Loray (Doubs) et mort le 10 avril 1968 à Besançon (Doubs), est un homme politique français.

## Biographie
Issu d'une famille orientée à gauche, plutôt du côté du radicalisme, Léon Nicod s'engage dans les années 1910 à la fois dans le syndicalisme (il est secrétaire du syndicat des travailleurs du Bois de Pontarlier) et en politique, adhérant en 1912 à la SFIO.
Mobilisé en 1914, il revient après la guerre à Pontarlier et devient fondé de pouvoir d'une entreprise de commerce de bois, mais la reprise de ses activités syndicales lui vaut d'être licencié. Il s'installe alors à Besançon, où il travaille comme employé municipal.
Suivant dans un premier temps la majorité des socialistes locaux en adhérant au Parti communiste après le Congrès de Tours, il devient rapidement secrétaire du « rayon » de Besançon, essentiellement du fait du départ de très nombreux militants au début des années 1920, et après le départ en 1930 pour Paris de Maurice Tréand, devient le principal responsable communiste du Doubs.
Parallèlement, il devient secrétaire du syndicat CGT des employés municipaux, tout en pratiquant la double affiliation avec la CGTU. Il mène alors une opposition interne à l'union départementale dirigée par Adrien Jeannin, pourtant lui-même critique avec la direction confédérale nationale, mais ne parvient pas à entraîner l'ensemble de son syndicat dans cet affrontement.
En 1931, à la suite d'une altercation physique entre militants à l'occasion d'une assemblée générale de l'Union départementale, Nicod est exclu de la CGT. Il revient dans la direction départementale après la réunification de 1937, avec la fonction de trésorier adjoint.
Continuant son investissement politique, il est à partir de 1928 assez systématiquement candidat du PCF lors des élections. Il obtient cependant des résultats très minoritaires : au mieux, il approche des 5 % lors des législatives de 1932 et 1936.
Arrêté en mars 1940 du fait de ses engagements politiques, il est détenu jusqu'en juin 1943 dans des prisons françaises, avant d'être transféré aux Allemands qui le maintiennent en détention. Il parvient à s'évader de la forteresse de Sisteron en juillet 1944 et s'engage dans la résistance locale. A la Libération, il milite d'abord parmi les communistes des Basses-Alpes avant de rejoindre Besançon en septembre 1944.
L'année suivante, il est élu conseiller général dans le canton de Besançon-nord, mandat qu'il conserve jusqu'en 1951, puis mène en octobre 1945 la liste communiste, sur laquelle figure aussi Mathilde Filloz, pour l'élection de la première constituante, qui obtient 17,6 %, ce qui lui permet d'être élu député.
Réélu de justesse en juin 1946, il se présente en décembre à l'élection du Conseil de la République, et obtient un mandat de Sénateur, qu'il ne parvient pas à faire renouveler en 1948.
Elu conseiller municipal de Besançon en 1947, il le reste jusqu'en 1959. Son influence décline cependant au sein de la fédération communiste.
Il meurt en avril 1968.